# Bumbles' Electric Belt
Bumbles' Electric Belt è un cortometraggio muto del 1913 diretto da W.P. Kellino. Il regista, specializzato in comiche, realizzò negli anni dieci una serie di corti che avevano come protagonista il personaggio di Bumbles, interpretato da Phillipi.

## Trama
Sofferente di sciatica, un malato si mette una cintura che gli procura delle scariche elettriche.

## Produzione
Il film fu prodotto dalla EcKo.

## Distribuzione
Distribuito dall'Universal Pictures, il film - un cortometraggio di 127 metri - uscì nelle sale cinematografiche britanniche nel dicembre 1913.